# Nægling

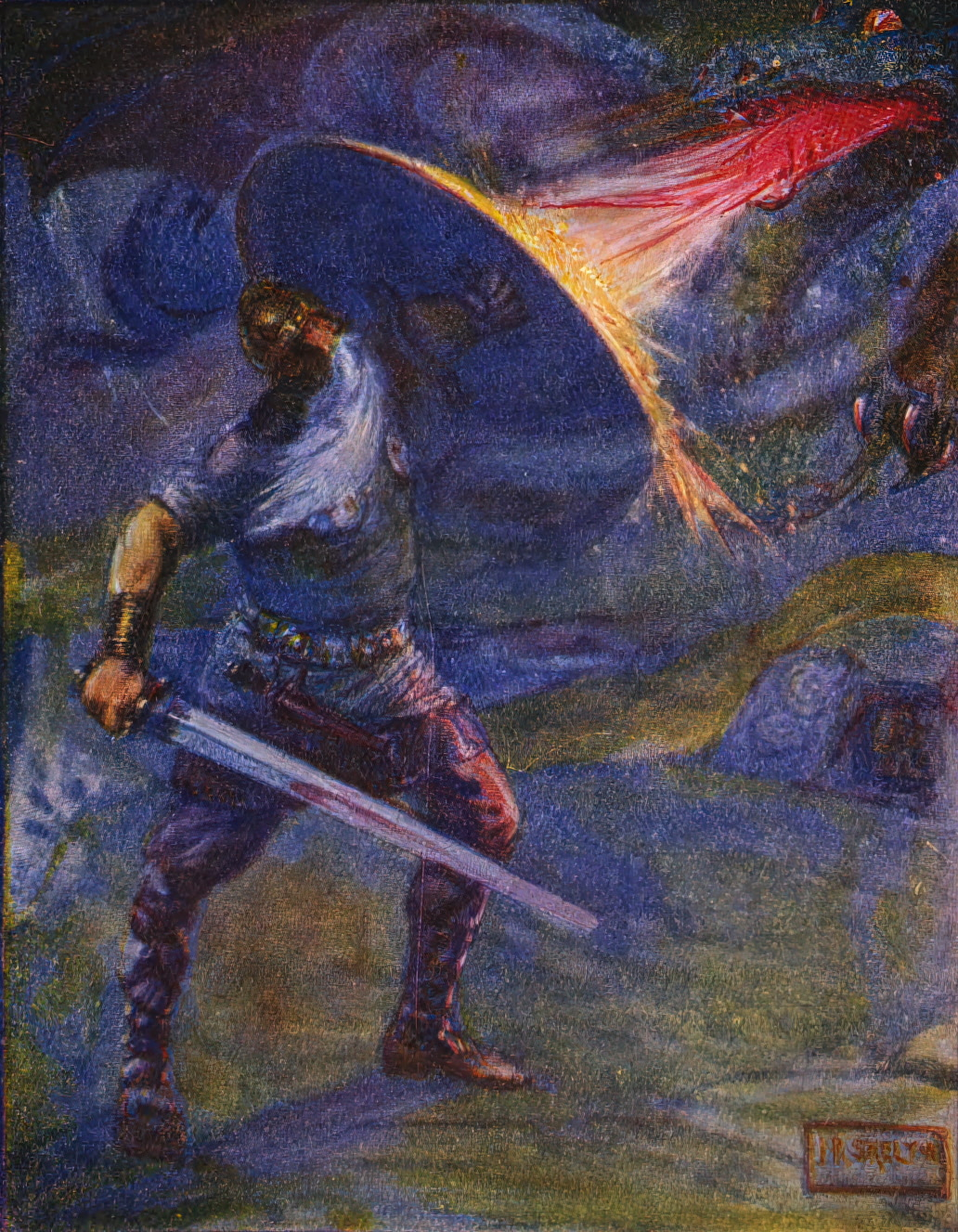
Beowulf affrontant le dragon (illustration de J. R. Skelton, 1908).

Nægling est une épée de fiction qui apparaît dans le poème Beowulf.
C'est l'arme utilisée par le héros Beowulf pour affronter le dragon, dernier de ses trois adversaires monstrueux. Pendant leur lutte, l'épée se brise lorsque le héros l'abat sur le crâne du monstre et c'est avec un simple coutelas qu'il achève son adversaire. Le poète explique que c'est en raison de sa force surhumaine que Beowulf casse son épée :
| Nægling forbærst, gesaw æt sæcce sweord Biowulfes, gomol ond græg-mæl. Him þæt gifeðe ne wæs þæt him irenna ecge mihton helpan æt hilde ; wæs sio hond to strong, se ðe meca gehwane, mine gefræge, swenge ofersohte, þonne he to sæcce bær wæpen wundum heard ; næs him whte ðe sel.— Beowulf, vers 2680b-2687 | Nægling se brisa net, l'épée de Beowulf faillit en plein combat, vieille épée aux reflets gris. Il ne lui était pas donné de pouvoir compter sur le tranchant des épées pour l'aider au combat. Son bras avait trop de force, il imposait à tous les glaives, à ce qu'on m'a dit, un moulinet trop vif quand il employait dans la bataille son arme bien trempée. Il n'en tirait guère profit. |

Une épée nommée Naglhring apparaît dans la Þiðrekssaga, une saga rédigée en Norvège au XIIIe siècle.